# لوئیس گارسیا (بازیکن فوتبال، زاده ۱۹۷۲)
لوئیس گارسیا (اسپانیایی: Luis García‎؛ زادهٔ ۱ دسامبر ۱۹۷۲) بازیکن سابق و مربی فوتبال اهل اسپانیا است.
از باشگاه‌هایی که در آن بازی کرده‌است می‌توان به بنی یاس و باشگاه فوتبال اتلتیکو مادرید بی اشاره کرد.